# Adore You
«Adore You» — песня американской певицы Майли Сайрус из четвёртого студийного альбома Bangerz. Сингл был выпущен компанией RCA Records 17 декабря 2013 года в качестве третьего сингла к будущему лонгплею. Композиция была написана Стейси Барт и самой певицей. Продюсером трека выступил Oren Yoel.
Сингл получил благоприятные отзывы от критиков, которые восхищались великолепным вокалом певицы. Сравнивая предыдущие синглы из данного альбома, критики назвали «Adore You» более спокойной, лиричной и пронзительной композицией.

## Общие сведения
«Adore You» является поп-балладой с элементами R&B, в течение которой Сайрус признается в любви к своему бойфренду Лиаму Хемсворту. Ранее предполагалось, что синглом станет композиция «SMS (Bangerz)», записанная совместно с Бритни Спирс, однако она не показала хороших результатов в чартах, чего нельзя сказать об «Adore You». Трек добрался до 21 места в «Billboard Hot 100» и до 7 места в «iTunes USA».
13 февраля 2014 года состоялся релиз ремикса на «Adore You», спродюсированного Седриком Жерве, французским диджеем и композитором. Релиз состоялся на собственном лейбле Жерве. Поскольку успех песни был не настолько ошеломительным, как ожидалось, Сайрус выпустила данный ремикс с целью захвата большей аудитории слушателей. Танцевальный ритм, бит, зажигательная мелодия, пронзительный текст — всё это помогло разнообразить спокойную композицию.

## Музыкальное видео
Видео было выпущено 26 декабря 2013 года на канале певицы MileyCyrusVEVO. Режиссёром ролика выступил Rankin. За 12 часов до официального выпуска видеоклип был слит в сеть, соответственно не смог побить рекорд по количеству просмотров своего предшественника «Wrecking Ball». Клип показывает обнажённую Майли в простынях, снимающую себя на камеру (подобие «домашнего» видео). Затем Сайрус одетая поёт в ванной.